# TAR-21
TAR-21 (англ. Tavor Assault Rifle-21 — штурмова гвинтівка «Тавор» XXI століття) або «Тавор» — модель сучасного ізраїльського автомата калібру 5,56 мм, що випускається концерном Israel Military Industries. Назва автомата походить від гори Тавор, на півночі Ізраїлю, що згадується в Старому Завіті.
В Україні з 2009 року випускаються модифікації TAR-21 — Форт-221, Форт-222, Форт-224. Виробник — НВО «Форт». Замовник — підрозділи спеціального призначення СБУ, СЗР і МВС.

## Історія створення
У 1993 році командуванням ЦАХАЛу було прийнято рішення про заміну застарілого автомата Galil на американську М16, однак за кілька місяців до цього концерн Israel Military Industries (нині Israeli Weapons Industries) в ініціативному порядку почав роботу над новою зброєю під патрон 5,56×45 мм. Проект був визнаний перспективним і роботи над ним були продовжені незважаючи на закупівлю американських автоматів.
Розробка IMI була вперше представлена публіці в середині 1990-х років під позначенням «М-203». Пізніше, щоб уникнути плутанини з однойменним підствольним гранатометом, автомат був перейменований в AAR (англ. Advanced Assault Rifle — прогресивна штурмова гвинтівка). Ще через деякий час зброї було присвоєно остаточна назва Tavor TAR 21. На відміну від ряду інших зразків відповідної компанії новий автомат не був переробкою або модернізацією іншої зброї.
Військові випробування TAR-21 відбулися наприкінці 1990-х-початку 2000-х років. Виявлено деякі недоліки автомата: ненадійність, труднощі при зміні магазина в позиції лежачи, занадто товсте пістолетне руків'я, неточний приціл. У 2004 році доопрацьований варіант TAR-21 поступив на озброєння деяких частин силових структур Ізраїлю.

## Опис
Автомат «Тавор» виконаний за схемою «буллпап». «Лінійна» схема (приклад знаходиться на одній осі зі стволом) забезпечує зброї високу точність стрільби, проте такий підхід має і недолік — потрібно розміщувати прицільні пристосування трохи вище. Основа автоматики — відведення порохових газів з каналу ствола через прихований корпусом зброї газовідвідний вузол, що знаходиться над стволом. Жорстко зафіксований на рамі затвора газовий поршень має довгий робочий хід. Ствол замикається поворотом затвора на 7 бойових упорів. Обабіч ствольної коробки є вікна для викиду стріляних гільз, оскільки існують варіанти затворів (з закріпленими на них викидача і відбивачами) з викидом стріляних гільз як на праву, так і на ліву (варіант для шульги) бік. Вирізи під рукоятку заряджання також зроблені по обох сторонах.
УСМ — куркового типу, розміщений в прикладі. Запобіжник-перевідник режимів стрільби розташований над пістолетною рукояткою (виведений на обидві сторони зброї), дозволяє вести вогонь одиночними пострілами і безперервними чергами. Спускова скоба виконана у всю довжину пістолетної рукоятки цілком з корпусом (як і сама рукоятка). Корпус зброї виготовлений з високоміцних полімерів і легких сплавів, а в деяких місцях посилений вставками зі сталі. Цим досягається одна з переваг TAR-21 — її порівняно невелика вага.
Неповне розбирання може бути здійснена в польових умовах без використання будь-яких інструментів, для чого достатньо виштовхнути з'єднувальний стрижень, що знаходиться у верхній задній частині прикладу. Потім потиличник прикладу на шарнірі відкидається назад-вниз, і затворна рама в зборі витягується назовні.
TAR-21 використовує стандартні магазини автомата M16 на 20/30 набоїв. Таким чином забезпечується уніфікація спорядження для різних видів стрілецької зброї в АОІ. Зброя характеризується високою маневреністю та зручністю при стрільбі навскидку, однак має недолік перед M16 у вигляді високої вартості — $1000, у той час як американські автомати за програмою фінансової допомоги Ізраїлю продаються майже в 10 разів дешевше.

### Приціл і додаткові пристосування
Крім резервного відкритого прицілу (на ранніх варіантах відсутнього), який складається з складаної мушки і регульованого цілика, на автоматах є коліматорні приціли. Спочатку TAR 21 оснащувався дорогим прицілом ITL MARS, поєднаним з ЛЦУ. Щоб не втомлювати солдата постійним вмиканням і вимиканням, приціл вмикається автоматично при перекручуванні затвора і вимикається при розрядження зброї. Кнопка лазерного цілевказівника вбудована в цівку зброї, при необхідності стрілець натискає її не основною рукою. Автомати пізніх випусків оснащуються більш дешевим прицілом Meprolight без лазерного цілевказівника.
Може встановлюватися прилад нічного бачення ITL Mini N/SEAS, а також підствольний гранатомет M203 і складаються сошки. Ствол гвинтівки має різьбу для глушника.

## Поточний статус
Після закінчення основного періоду розробки, в 2000 році, кілька зразків гвинтівки «Тавор» були передані на випробування в рамках курсу командирів відділень в піхотній школі АОІ. В ході одного з випробувань в одній частині 2 взводи були озброєні «Тавор», а 2 інших — М16. І ті, і інші використовували обидва види зброї в однакових навчаннях, наприклад при штурмі укріпленої оборони і в боях у місті. «Тавор» продемонстрував свою перевагу, зокрема, в точності стрільби і в зручності використання. У 2001–2002 роках були проведені додаткові випробування — «Тавор» були оснащені кілька рот в піхотній бригаді «Ґіваті». Численні «Тавор» були помічені в руках у солдатів, які брали участь в операції «Захисна стіна» навесні 2002 року.
У липні 2002 року командувач Сухопутними військами генерал-майор Іфтах Рон-Таль оголосив, що «Тавор» буде прийнятий на озброєння Армії оборони Ізраїлю. Офіційне прийняття на озброєння відбулося 31 березня 2004.
Спочатку новими автоматами оснащувалися спецпідрозділи. З серпня 2006 року надходить до армійськіх частин. Першими цю зброю отримали новобранці бригади «Ґіваті». У серпні 2008 року на «Тавор» перейшли новобранці бригади «Ґолані», в 2009 — на «Тавор» перейшли бійці бригади Кфір. Таким чином завершився перший етап переозброєння АОІ, в результаті якого 16 000 автоматів «Тавор-21» замінили у військах своїх «попередниць» — американські М16.
30 червня 2010 з'явилося повідомлення про те, що укорочений автомат MTAR-21 замінив TAR-21 на озброєнні бригад «Ґіваті» і «Ґолані».

## Штурмова гвинтівка на озброєнні спецслужб України
В кінці 2009 року кабінет міністрів України видає указ про прийняття на озброєння прикордонних військ, СБУ та зовнішньої розвідки штурмової гвинтівки TAR-21, кулемета Negev і снайперської гвинтівки модифікації Galil, які виробляються на НВО «Форт» за ліцензією Israeli Weaponary Industries.
Штурмова гвинтівка «Форт-221» калібру 5,56х45 мм та 5,45×39 мм  - надійна та ефективна зброя, призначена для враження супротивника на відстані до 500 метрів. Гвинтівка скомпонована по схемі bullpup, що дозволило істотно зменшити габарити зброї, не зменшуючи довжину ствола. В свою чергу, завдяки корпусу, виготовленому з ударостійкого пластику, вдалось значно знизити вагу.
Виробник також пропонує модифікацію з подовженим стволом та сошками — «Форт-222» і укорочену модифікацію призначену для бійців спецпідрозділів «Форт-224», а також пістолет-кулемет «Форт-224» під патрон 9×19 мм «Парабелум».
Усі моделі можуть бути укомплектовані тактичним ліхтарем, лазерним цілевказівником, оптичним прицілом з 3-х або 4-х кратним збільшенням, приладом нічного бачення..
| Технічні характеристики               | «ФОРТ-221»                                 | «ФОРТ-224»                                 | ПК «ФОРТ-224»               |
| ------------------------------------- | ------------------------------------------ | ------------------------------------------ | --------------------------- |
| Калібр, мм                            | 5,56х45 мм / 5,45х39 мм                    | 5,56х45 мм / 5,45х39 мм                    | 9×19 мм «Парабелум»         |
| Принцип дії                           | Дія газів на головку поршня                | Дія газів на головку поршня                | Дія газів на головку поршня |
| Загальна довжина, мм                  | 722                                        | 580                                        | 580                         |
| Довжина ствола, мм                    | 468                                        | 330                                        | 330                         |
| Висота з магазином, мм                | 243 (5,56х45 мм) 260 (5,45х39 мм)          | 237 (5,56х45 мм) 255 (5,45х39 мм)          | 250                         |
| Ширина, мм                            | 93                                         | 86                                         | 82,5                        |
| Вага з порожнім магазином, кг         | 3,9                                        | 3,6                                        | 3,3                         |
| Місткість магазина, патронів          | 30                                         | 30                                         | 32                          |
| Зусилля спуску, кгс                   | 2,5-4,5                                    | 2,5-4,5                                    | 4-5                         |
| Початкова швидкість польоту кулі, м/с | 860 (5,56х45 мм) 600 (5,45х39 мм)          | 860 (5,56х45 мм) 600 (5,45х39 мм)          | 380                         |
| Прицільна дальність, м                | 500                                        | 500                                        | 200                         |
| Темп стрільби (постр./хв.)            | 550-1000 (5,56х45 мм) 500-900 (5,45х39 мм) | 550-1000 (5,56х45 мм) 500-900 (5,45х39 мм) | 750 - 1200                  |
| Нарізи                                | 6 канавок                                  | 6 канавок                                  | 6 канавок                   |

## Країни-експлуатанти

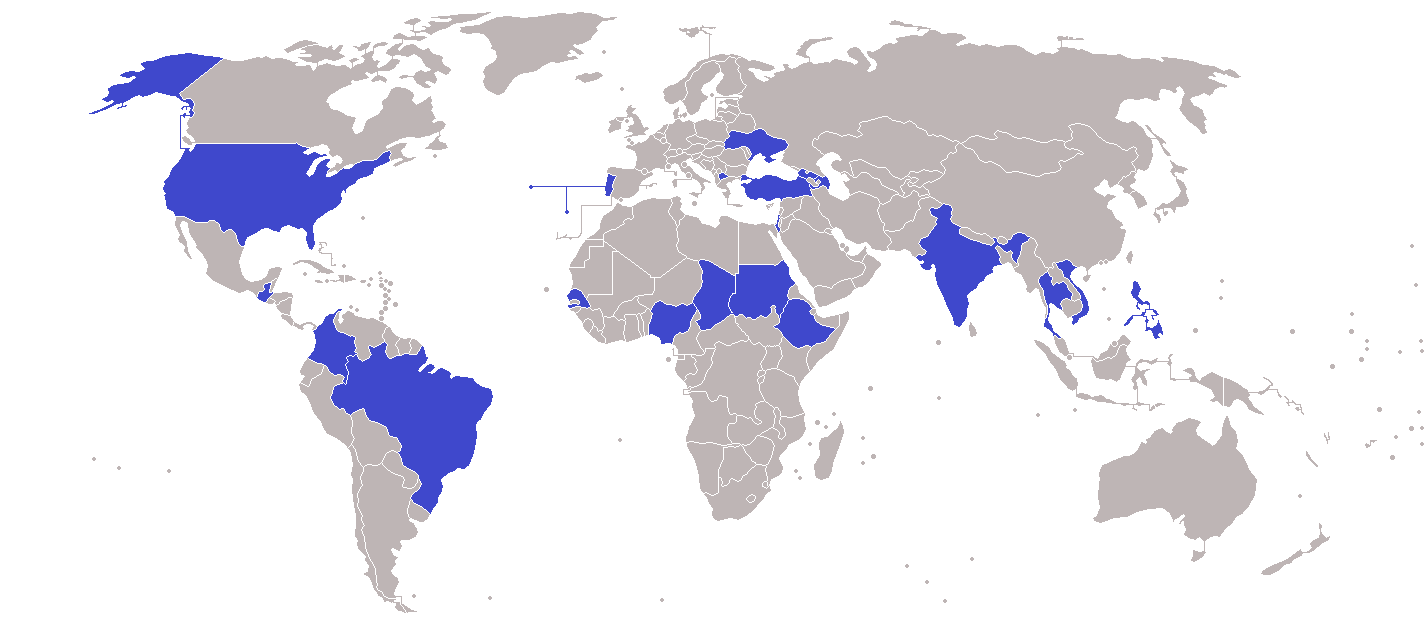
Країни, що використовують TAR-21

- Азербайджан: у серпні 2008 року деяку кількість автоматів було закуплено для спеціальних підрозділів збройних сил Азербайджану.
- Бразилія: виробляється за ліцензією фірмою Taurus[7].
- Грузія: з 2006 року армія Грузії в рамках угоди про військову підтримку отримала близько 7000 автоматів TAR-21 різних варіантів на загальну суму $65 млн.
- Гватемала: поліція[8].
- Ізраїль: Використовується бригадами Ґіваті, Ґолані і Кфір, а також деякими спецпідрозділами. У 2010 році почався перехід бригади Нахаль на TAR-21, як частина процесу переозброєння всіх сухопутних підрозділів. Карабін TC-21 використовується спецпідрозділом тюремної служби Ізраїлю.
- Індія: в кінці 2002 року Індія уклала контракт на постачання 3070 TAR-21 для використання в спецпідрозділах. До 2005 року IMI поставила 350—400 TAR-21. Однак, вони показали незадовільні результати. IMI справила необхідні зміни і тести 2006 року в Ізраїлі пройшли успішно. У цей час Тавори знаходяться на озброєнні.
- Колумбія: використовується спеціальним підрозділом AFEUR армії Колумбії[9].
- Португалія: спеціальні підрозділи поліції.[10][11]
- Таїланд[12][13]
- Україна: Юрій Луценко, міністр внутрішніх справ України, оголосив 1 жовтня 2008 року, що IMI і українське НВО «Форт» будуть здійснювати спільне виробництво автоматів TAR-21, які надійдуть в експлуатацію в Збройні сили і спеціальні підрозділи МВС.[14][15] Що і було частково виконано. TAR-21 випускається на заводі «Форт» під найменуванням «Форт-221» частково з ізраїльських комплектуючих у військовому та цивільному варіантах (УСМ без режиму автоматичного вогню), але майже не закуповувався МВС. За даними Білої книги[16] в 2014 році закуплено 493 одиниці гвинтівок Форт-221 та Форт-224. В 2018 році декілька одиниць придбані для озброєння служби воєнізованої охорони «Південно-Західної залізниці»[17].
- Філіппіни[18]

## Варіанти
- TAR-21 — стандартна версія.
  - GTAR-21 — під стволом мається підготовка під кріплення для встановлення 40-мм гранатомета.
- CTAR-21 (Commando TAR) — компактна версія з укороченим стволом для сил спеціальних операцій.
- MTAR-21 (Micro TAR) — найкомпактніший варіант зі стволом довжиною 330 мм, спусковий скобою звичайного розміру і зміненим цівкою. Використовується як особиста зброя самооборони (personal defense weapon по західній термінології) екіпажів транспортних засобів і може бути перероблений в пістолет-кулемет калібру 9 мм шляхом заміни ствола, затворної групи та встановлення спеціального адаптера в приймач для магазинів.
- STAR-21 (Sharpshooter TAR) — снайперська версія з сошками і оптичним прицілом.
- TC-21 (Tavor Carbine) — самозарядний укорочений варіант для цивільного ринку.
- Tavor 7 — представлений в листопаді 2017 року варіант під набій 7,62×51 мм НАТО. Карабін буде доступний замовникам з початку 2018 року. Довжина карабіну складає 28,4 дюйми, вага — 9 фунтів[19].

## TAR-21 в масовій культурі

### В кінематографі
- Оселя зла: Відплата — використовують бійці корпорації «Амбрелла».

### У відеоіграх
- У комп'ютерній грі «Call of Duty: Modern Warfare 2» його використовують деякі російські бійці.
- Також у онлайн грі Warface.
- Також у онлайн грі  BRAIN / OUT